# FA Vase
O Football Association Challenge Vase, geralmente referido como FA Vase, é uma competição anual de futebol para times que jogam nas Etapas 5 e 6 do Sistema da National League Inglesa (ou equivalentemente, nível 9 ou 10 do sistema geral da English Football League ). Para a temporada 2017-18, foram aceitos 619 participantes, com duas rodadas de qualificação precedendo as sete rodadas próprias, semifinais (disputadas em jogos de ida e volta) e final a ser disputada no Estádio de Wembley .
O vencedor de 2023 foi o Ascot United, que derrotou o então atual campeão Newport Pagnell Town por 1–0 no Estádio de Wembley .

## História

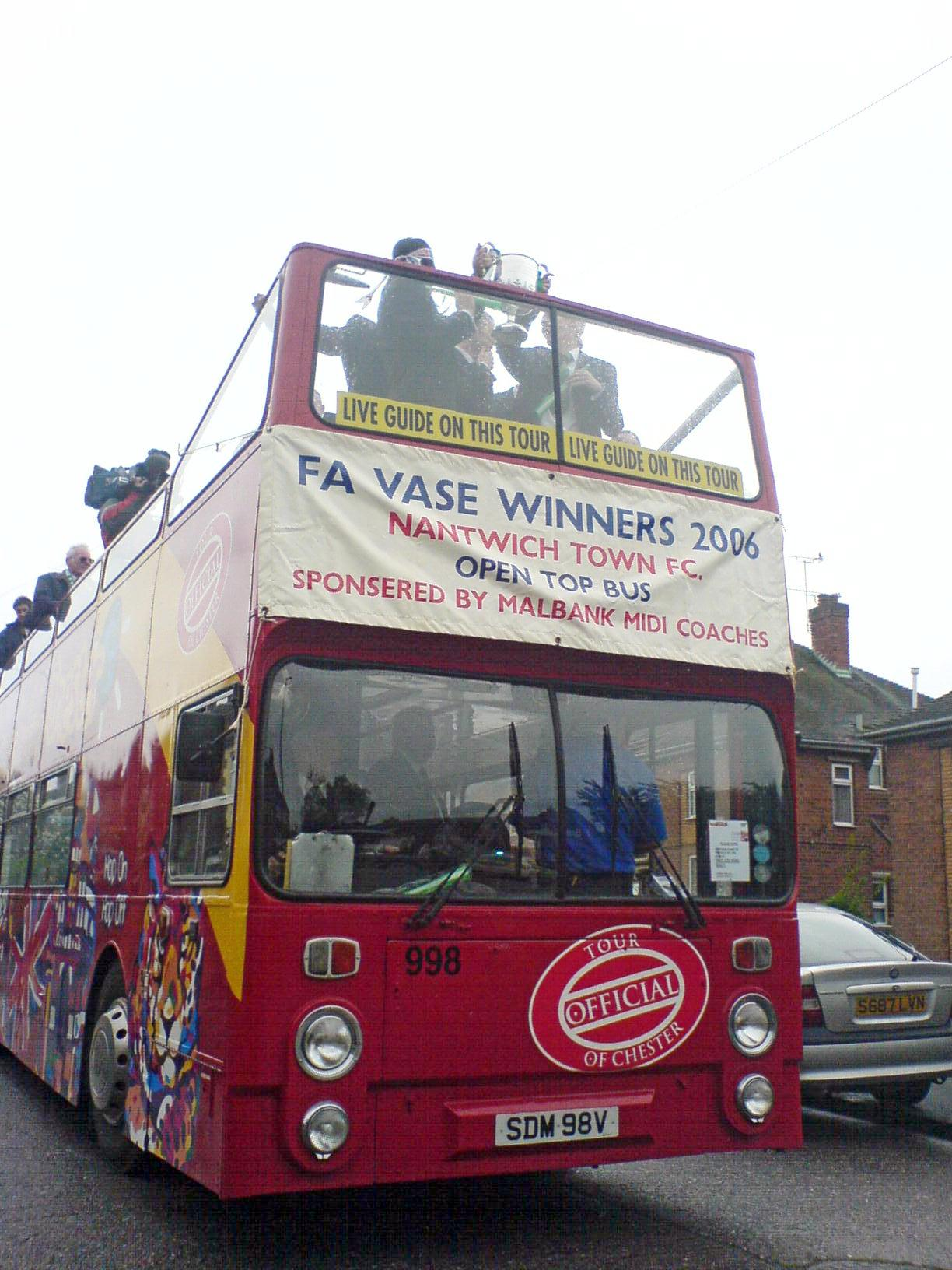
Nantwich Town comemora a conquista do Vase depois de vencer Hillingdon Borough na final em 2006.

Até 1974, os jogadores de futebol eram profissionais ou amadores. Os profissionais eram renumerados para competir em seus clubes, e as únicas competições de copa em que tais clubes podiam participar eram a FA Cup e, depois de 1969, para clubes fora da Football League, a FA Trophy. Os amadores, por outro lado, não eram renumerados (pelo menos não oficialmente)para atuar em seus times, e tais clubes tinham a sua própria competição de copa, a FA Amateur Cup.
Em 1974, com muitos dos principais jogadores amadores recebendo pagamento por jogar, a FA aboliu a distinção, descartou a Amateur Cup e introduziu o FA Vase para a maioria dos clubes que já haviam disputado a competição. Bem mais de 200 clubes participaram da primeira temporada, 1974-75, quando Hoddesdon Town da Spartan League derrotou Epsom &amp; Ewell da Surrey Senior League por 2 a 1 na final no Estádio de Wembley diante de uma multidão de 9.000.
Em setembro de 2021, o Hinckley AFC estabeleceu a maior goleada na competição, derrotando o St Martins por 18-0.

## Elegibilidade

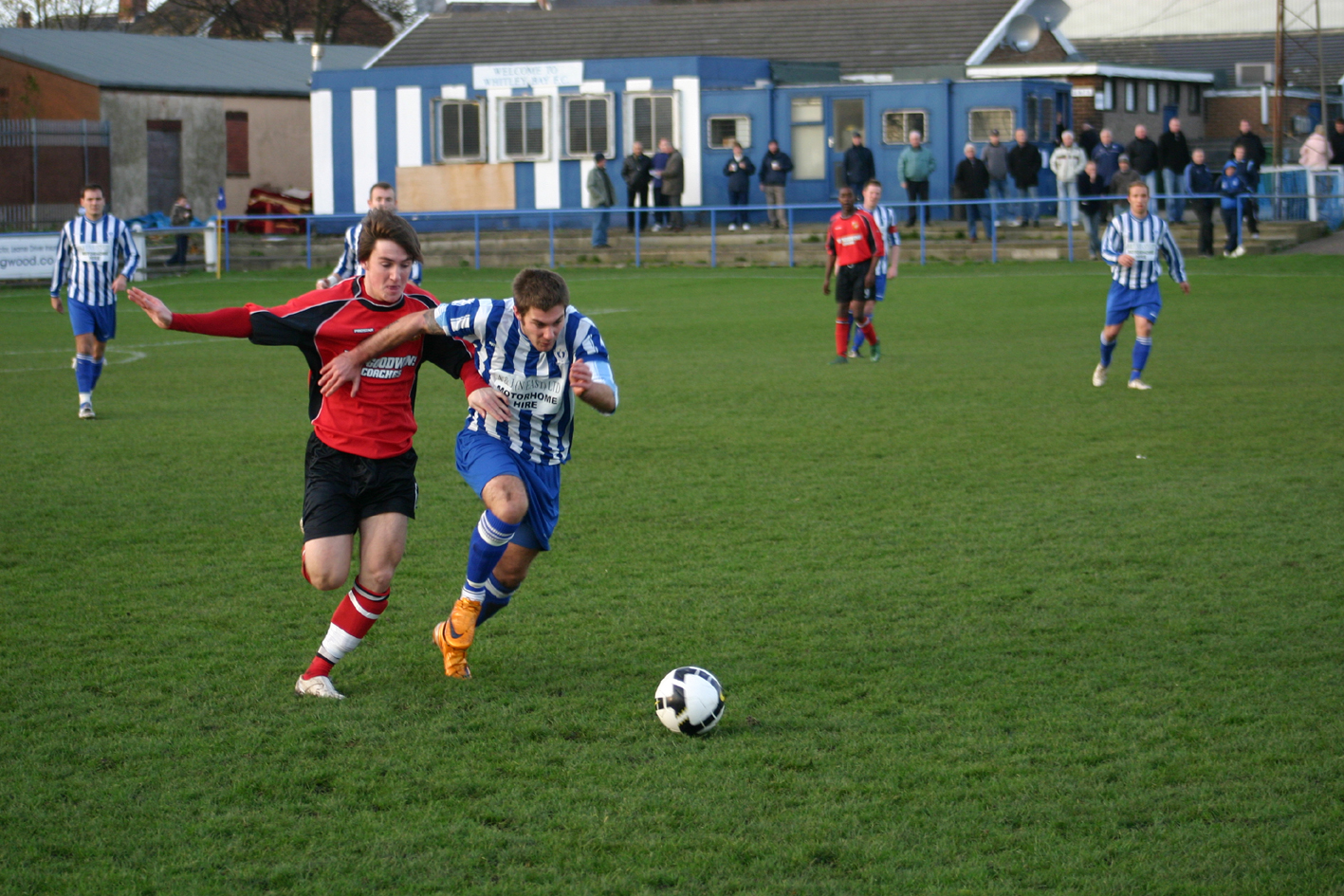
O Whitley Bay enfrentou o Abbey Hey em uma partida da FA Vase em 2008.

Nos últimos anos, a entrada no FA Vase foi restrita a clubes do nono e inferior níveis do sistema da liga inglesa de futebol (aqueles nos quatro níveis acima do nono qualificados para o FA Trophy). A reorganização do Sistema da Liga Nacional a partir de 2004 mudou a linha divisória para o novo "Etapa 5" (nono nível geral). Clubes das Ilhas do Canal ( First Tower United, St. Martins e Vale Recreation ) e da Ilha de Man ( Douglas HSOB ) também entraram no Vase no passado. O Guernsey FC, que foi formado em 2011 e jogou na "Step 5" Combined Counties League, ganhou entrada para a temporada – e chegou às semifinais.

### Isenções
- Os times elegíveis que jogaram na FA Vase na temporada anterior e terminaram entre os quatro primeiros da liga da Etapa 5 estão isentos de qualificação e começam a jogar na primeira rodada do Vase, a menos que tenham sido promovidos à liga da Etapa 4. (Se fossem promovidos, jogariam pelo FA Trophy.)
- Os times elegíveis que disputaram a FA Trophy na temporada anterior e foram rebaixados da liga Step 4 estão isentos da qualificação e também começam a jogar na primeira rodada do Vase.
- Os clubes que disputaram a 4ª rodada ou posterior do FA Vase da temporada anterior estão isentos da qualificação e da primeira rodada, e iniciam o jogo na segunda rodada propriamente dita.

## Finais
Apenas cinco times venceram o FA Vase mais de uma vez. Whitley Bay é o único time a vencer o FA Vase três vezes em temporadas consecutivas, enquanto Billericay Town, Tiverton Town e Halesowen Town conquistaram títulos consecutivos. Em 2017-18, pelo menos um time da Northern League chegou à final por 10 temporadas consecutivas, com times da liga conquistando o título em todos esses anos, exceto dois. Em 2017, o Forest Green Rovers se tornou o primeiro vencedor do FA Vase a jogar na Football League, enquanto um ex-time da Football League (Glossop North End) foi finalista derrotado.

### Legenda
| (R) | Replay                  |
| *   | Partida com prorrogação |

### Resultados
| Temporada   | Vencedores           | Resultados | Vice-campeões            | Locais                        |
| ----------- | -------------------- | ---------- | ------------------------ | ----------------------------- |
| 1974–75     | Hoddesdon Town       | 2–1        | Epsom & Ewell            | Estádio de Wembley (original) |
| 1975–76     | Billericay Town      | †1–0 *     | Stamford                 | Estádio de Wembley (original) |
| 1976–77 (1) | Billericay Town      | †1–1 *     | Sheffield                | Estádio de Wembley (original) |
| 1976–77 (2) | Billericay Town      | 2–1        | Sheffield                | City Ground                   |
| 1977–78     | Blue Star            | 2–1        | Barton Rovers            | Estádio de Wembley (original) |
| 1978–79     | Billericay Town      | 4–1        | Almondsbury Greenway     | Estádio de Wembley (original) |
| 1979–80     | Stamford             | 2–0        | Guisborough Town         | Estádio de Wembley (original) |
| 1980–81     | Whickham             | †3–2 *     | Willenhall Town          | Estádio de Wembley (original) |
| 1981–82     | Forest Green Rovers  | 3–0        | Rainworth Miners Welfare | Estádio de Wembley (original) |
| 1982–83     | VS Rugby             | 1–0        | Halesowen Town           | Estádio de Wembley (original) |
| 1983–84     | Stansted             | 3–2        | Stamford                 | Estádio de Wembley (original) |
| 1984–85     | Halesowen Town       | 3–1        | Fleetwood Town           | Estádio de Wembley (original) |
| 1985–86     | Halesowen Town       | 3–0        | Southall                 | Estádio de Wembley (original) |
| 1986–87     | St Helens Town       | 3–2        | Warrington Town          | Estádio de Wembley (original) |
| 1987–88     | Colne Dynamoes       | †1–0 *     | Emley                    | Estádio de Wembley (original) |
| 1988–89 (1) | Tamworth             | †1–1 *     | Sudbury Town             | Estádio de Wembley (original) |
| 1988–89 (2) | Tamworth             | 3–0        | Sudbury Town             | London Road                   |
| 1989–90 (1) | Yeading              | †0–0 *     | Bridlington Town         | Estádio de Wembley (original) |
| 1989–90 (2) | Yeading              | †1–0 *     | Bridlington Town         | Elland Road                   |
| 1990–91 (1) | Guiseley             | †4–4 *     | Gresley Rovers           | Estádio de Wembley (original) |
| 1990–91 (2) | Guiseley             | 3–1        | Gresley Rovers           | Bramall Lane                  |
| 1991–92     | Wimborne Town        | 5–3        | Guiseley                 | Estádio de Wembley (original) |
| 1992–93     | Bridlington Town     | 1–0        | Tiverton Town            | Estádio de Wembley (original) |
| 1993–94     | Diss Town            | †2–1 *     | Taunton Town             | Estádio de Wembley (original) |
| 1994–95     | Arlesey Town         | 2–1        | Oxford City              | Estádio de Wembley (original) |
| 1995–96     | Brigg Town           | 3–0        | Clitheroe                | Estádio de Wembley (original) |
| 1996–97     | Whitby Town          | 3–0        | North Ferriby United     | Estádio de Wembley (original) |
| 1997–98     | Tiverton Town        | 1–0        | Tow Law Town             | Estádio de Wembley (original) |
| 1998–99     | Tiverton Town        | 1–0        | Bedlington Terriers      | Estádio de Wembley (original) |
| 1999–2000   | Deal Town            | 1–0        | Chippenham Town          | Estádio de Wembley (original) |
| 2000–01     | Taunton Town         | 2–1        | Berkhamsted Town         | Villa Park                    |
| 2001–02     | Whitley Bay          | †1–0 *     | Tiptree United           | Villa Park                    |
| 2002–03     | Brigg Town           | 2–1        | Sudbury                  | Boleyn Ground                 |
| 2003–04     | Winchester City      | 2–0        | Sudbury                  | St Andrew's Stadium           |
| 2004–05     | Didcot Town          | 3–2        | Sudbury                  | White Hart Lane               |
| 2005–06     | Nantwich Town        | 3–1        | Hillingdon Borough       | St Andrew's Stadium           |
| 2006–07     | Truro City           | 3–1        | Totton                   | Estádio de Wembley (novo)     |
| 2007–08     | Kirkham & Wesham     | 2–1        | Lowestoft Town           | Estádio de Wembley (novo)     |
| 2008–09     | Whitley Bay          | 2–0        | Glossop North End        | Estádio de Wembley (novo)     |
| 2009–10     | Whitley Bay          | 6–1        | Wroxham                  | Estádio de Wembley (novo)     |
| 2010–11     | Whitley Bay          | 3–2        | Coalville Town           | Estádio de Wembley (novo)     |
| 2011–12     | Dunston UTS          | 2–0        | West Auckland Town       | Estádio de Wembley (novo)     |
| 2012–13     | Spennymoor Town      | 2–1        | Tunbridge Wells          | Estádio de Wembley (novo)     |
| 2013–14     | Sholing              | 1–0        | West Auckland Town       | Estádio de Wembley (novo)     |
| 2014–15     | North Shields        | †2–1 *     | Glossop North End        | Estádio de Wembley (novo)     |
| 2015–16     | Morpeth Town         | 4–1        | Hereford                 | Estádio de Wembley (novo)     |
| 2016–17     | South Shields        | 4–0        | Cleethorpes Town         | Estádio de Wembley (novo)     |
| 2017–18     | Thatcham Town        | 1–0        | Stockton Town            | Estádio de Wembley (novo)     |
| 2018–19     | Chertsey Town        | †3–1 *     | Cray Valley Paper Mills  | Estádio de Wembley (novo)     |
| 2019–20     | Hebburn Town         | 3–2        | Consett                  | Estádio de Wembley (novo)     |
| 2020–21     | Warrington Rylands   | 3–2        | Binfield                 | Estádio de Wembley (novo)     |
| 2021–22     | Newport Pagnell Town | 3–0        | Littlehampton Town       | Estádio de Wembley (novo)     |
| 2022–23     | Ascot United         | 1–0        | Newport Pagnell Town     | Estádio de Wembley (novo)     |

## Títulos e vice-campeonatos por equipe
As equipes assinaladas em itálico já não existem mais. As equipes assinaladas em negrito competem na Premier League ou na English Football League a partir de 2023, e consequentemente não participam na FA Vase ou no FA Trophy.
| Clube                    | Títulos | Útima final vencida | Vice-campeonatos | Última final perdida |
| ------------------------ | ------- | ------------------- | ---------------- | -------------------- |
| Whitley Bay              | 4       | 2011                | 0                | —                    |
| Billericay Town          | 3       | 1979                | 0                | —                    |
| Tiverton Town            | 2       | 1999                | 1                | 1993                 |
| Halesowen Town           | 2       | 1986                | 1                | 1983                 |
| Brigg Town               | 2       | 2003                | 0                | —                    |
| Stamford                 | 1       | 1980                | 2                | 1984                 |
| Newport Pagnell Town     | 1       | 2022                | 1                | 2023                 |
| Taunton Town             | 1       | 2001                | 1                | 1994                 |
| Bridlington Town         | 1       | 1993                | 1                | 1990                 |
| Guiseley                 | 1       | 1991                | 1                | 1992                 |
| Ascot United             | 1       | 2023                | 0                | —                    |
| Warrington Rylands       | 1       | 2021                | 0                | —                    |
| Hebburn Town             | 1       | 2020                | 0                | —                    |
| Chertsey Town            | 1       | 2019                | 0                | —                    |
| Thatcham Town            | 1       | 2018                | 0                | —                    |
| South Shields            | 1       | 2017                | 0                | —                    |
| Morpeth Town             | 1       | 2016                | 0                | —                    |
| North Shields            | 1       | 2015                | 0                | —                    |
| Sholing                  | 1       | 2014                | 0                | —                    |
| Spennymoor Town          | 1       | 2013                | 0                | —                    |
| Dunston UTS              | 1       | 2012                | 0                | —                    |
| Flyde                    | 1       | 2008                | 0                | —                    |
| Truro City               | 1       | 2007                | 0                | —                    |
| Nantwich Town            | 1       | 2006                | 0                | —                    |
| Didcot Town              | 1       | 2005                | 0                | —                    |
| Winchester City          | 1       | 2004                | 0                | —                    |
| Deal Town                | 1       | 2000                | 0                | —                    |
| Whitby Town              | 1       | 1997                | 0                | —                    |
| Arlesey Town             | 1       | 1995                | 0                | —                    |
| Diss Town                | 1       | 1994                | 0                | —                    |
| Wimborne Town            | 1       | 1992                | 0                | —                    |
| Yeading                  | 1       | 1990                | 0                | —                    |
| Tamworth                 | 1       | 1989                | 0                | —                    |
| Colne Dynamoes           | 1       | 1988                | 0                | —                    |
| St Helens Town           | 1       | 1987                | 0                | —                    |
| Stansted                 | 1       | 1984                | 0                | —                    |
| VS Rugby                 | 1       | 1983                | 0                | —                    |
| Forest Green Rovers      | 1       | 1982                | 0                | —                    |
| Whickham                 | 1       | 1981                | 0                | —                    |
| Newcastle Blue Star      | 1       | 1978                | 0                | —                    |
| Hoddesdon Town           | 1       | 1975                | 0                | —                    |
| Sudbury                  | 0       | —                   | 3                | 2005                 |
| Glossop North End        | 0       | —                   | 2                | 2015                 |
| West Auckland Town       | 0       | —                   | 2                | 2014                 |
| Littlehampton Town       | 0       | —                   | 1                | 2022                 |
| Binfield                 | 0       | —                   | 1                | 2021                 |
| Consett                  | 0       | —                   | 1                | 2020                 |
| Cray Valley Paper Mills  | 0       | —                   | 1                | 2019                 |
| Stockton Town            | 0       | —                   | 1                | 2018                 |
| Hereford                 | 0       | —                   | 1                | 2016                 |
| Tunbridge Wells          | 0       | —                   | 1                | 2013                 |
| Coalville Town           | 0       | —                   | 1                | 2011                 |
| Wroxham                  | 0       | —                   | 1                | 2010                 |
| Lowestoft Town           | 0       | —                   | 1                | 2008                 |
| Totton                   | 0       | —                   | 1                | 2007                 |
| Hillingdon Borough       | 0       | —                   | 1                | 2006                 |
| Tiptree United           | 0       | —                   | 1                | 2002                 |
| Berkhamsted Town         | 0       | —                   | 1                | 2001                 |
| Chippenham Town          | 0       | —                   | 1                | 2000                 |
| Bedlington Terriers      | 0       | —                   | 1                | 1999                 |
| Tow Law Town             | 0       | —                   | 1                | 1998                 |
| North Ferriby United     | 0       | —                   | 1                | 1997                 |
| Clitheroe                | 0       | —                   | 1                | 1996                 |
| Oxford City              | 0       | —                   | 1                | 1995                 |
| Gresley Rovers           | 0       | —                   | 1                | 1991                 |
| Sudbury Town             | 0       | —                   | 1                | 1989                 |
| Emley                    | 0       | —                   | 1                | 1988                 |
| Warrington Town          | 0       | —                   | 1                | 1987                 |
| Southall                 | 0       | —                   | 1                | 1986                 |
| Fleetwood Town           | 0       | —                   | 1                | 1985                 |
| Rainworth Miners Welfare | 0       | —                   | 1                | 1982                 |
| Willenhall Town          | 0       | —                   | 1                | 1981                 |
| Guisborough Town         | 0       | —                   | 1                | 1980                 |
| Almondsbury Greenway     | 0       | —                   | 1                | 1979                 |
| Barton Rovers            | 0       | —                   | 1                | 1978                 |
| Sheffield                | 0       | —                   | 1                | 1977                 |
| Epsom & Ewell            | 0       | —                   | 1                | 1975                 |

## Cobertura da mídia
BT Sport exibiu a final do FA Vase 2016 entre Hereford e Morpeth Town ao vivo em 22 de maio como parte de uma partida dupla junto com a final do FA Trophy 2016. Isto continuou nos anos mais recentes.